# Aurora Campagna
Aurora Campagna (née le 4 août 1998 à Savone) est une lutteuse libre italienne.